# Надеино (Рязанская область)
Надеино — село в Шиловском районе Рязанской области в составе Инякинского сельского поселения.

## Географическое положение
Село Надеино расположено на Окско-Донской равнине на правом берегу реки Тырницы в 10 км к северо-востоку от пгт Шилово. Расстояние от села до районного центра Шилово по автодороге — 16 км.
К северо-западу от села — урочище Куйма и лесной массив, к югу — урочища Рожок и Вертский Городок, к западу — система пойменных озер (Маркино, Красное, Рогатое, Вощерка, Куйма, Кривая Негань, Канижи) и Тереховская Дубрава. Ближайшие населенные пункты — села Терехово и Ирицы.

## Население
| 1859 | 1897 | 1906 | 2010 |
| ---- | ---- | ---- | ---- |
| 516  | ↗665 | ↗799 | ↘78  |

По данным переписи населения 2010 г. в селе Надеино постоянно проживают 78 чел. (в 1992 г. — 214 чел.).

## Происхождение названия
Михайловские краеведы И. Журкин и Б. Катагощин связывали происхождение названия села Надеино с фамилией местного землевладельца. Рязанский краевед-топонимист А. В. Бабурин отмечал, что возможно, происхождение названия следует искать в слове «надеяться», в значении «верить, уповать, ожидать с уверенностью».
По местному преданию село названо так потому, что было основано мужиком по имени Надейка.

## История
Надеино известно своими археологическими памятниками. В 1,5 км к югу от села обнаружены остатки 2-х стоянок эпохи неолита (3 тыс. до н.э.); поблизости от них 2 поселения эпохи позднего бронзового — раннего железного веков (второй половины 2 тыс. до н.э. — 1 тыс. н.э.); в 0,3 км к югу от водонапорной башни местной фермы — поселение эпохи железного века (до XIII в.) и славянские курганы X—XII вв.
Деревня Надеина упоминается в «Списках населенных мест Российской империи» за 1862 г. По данным И. В. Добролюбова, к 1891 г. деревня Надеина относилась к приходу Введенской церкви села Терехово, и в ней насчитывалось 77 дворов.
В 1890-е гг. в деревне Надеино была построена деревянная Никольская церковь, освященная в 1898 г. (закрыта в 1930-х гг.), и ее статус был повышен до села.

## Транспорт
Основные грузо- и пассажироперевозки осуществляются автомобильным транспортом: село имеет выезд на проходящую поблизости автомобильную дорогу регионального значения Р125: «Ряжск — Касимов — Нижний Новгород».

## Достопримечательности
- Храм святителя Николая Чудотворца — Никольская церковь. Построен на средства прихожан в 1898 г. Руинирован, сохранились основной объем и трапезная без куполов и колокольни.[9]